# Francesco Speroni
Francesco Enrico Speroni (Busto Arsizio, 4 de octubre de 1946) es un político italiano, exministro para las Reformas Institucionales del primer gobierno de Berlusconi.

## Estudios y actividades laborales
Después de graduarse de la escuela secundaria, se graduó en ciencias políticas en 1975, Speroni trabajó como ingeniero de vuelo para Alitalia de 1970 a 1997 permaneciendo en licencia desde 1989. Declaró que se jubiló a la edad de 50 años.
En 1999 obtuvo una licenciatura en derecho en Milán y en mayo de 2011, después de 12 años, aprobó el examen de abogacía en Bélgica, "porque en Italia es mucho más difícil mientras que en Bélgica el examen, no me refiero a sea agua de rosas, pero en definitiva es ciertamente más fácil". Es miembro de la orden francófona del Colegio de Abogados de Bruselas y es socio del bufete de abogados de familia de la eurodiputada y abogada Isabella Tovaglieri.
Gran aficionado a la aeronáutica, forma parte del comité científico de Volandia, el parque-museo del vuelo fundado en los edificios de los históricos Talleres Caproni 1910.

## Carrera política
Speroni fue presidente nacional de la Liga Lombarda de 1991 a 1993, sucediendo a Franco Castellazzi, y ahora es un exponente de la Liga Norte. De 1997 a 2001 fue el primer presidente del Parlamento del Norte. Anteriormente también ocupó el cargo de "primer ministro de Padania" sucediendo a Mario Borghezio. En la reapertura del Parlamento el 4 de diciembre de 2011 bajo el gobierno de Monti, fue nombrado Embajador del Parlamento del Norte (cargo que reemplaza al de Primer Ministro de Padania que ya ocupaba en el pasado).

### Cargos locales
Fue concejal municipal de Albizzate en 1986, Samarate de 1987 a 1990 y Busto Arsizio desde 1990; en Busto Arsizio también ocupó el cargo de Presidente del consejo municipal, de 1993 a 2011.

### Eurodiputado de laLiga Lombarda(1989-1994)
En 1989 fue elegido eurodiputado por primera vez, junto con Luigi Moretti, por la lista Liga Lombarda - Alianza del Norte, primer paso del proceso federativo que en noviembre del mismo año dará lugar a la creación de la Liga Norte, del cual es uno de los diez padres fundadores. Fue líder del grupo de la Liga Norte en el Parlamento Europeo de 1989 a 1992 (sucedido por Luigi Moretti).
Fue elegido consejero regional en las elecciones regionales de Lombardía de 1990. Como consejero regional lombardo, trasladó su residencia de Busto Arsizio a Roma para obtener el reembolso del viaje (un millón de liras), alegando haberlo hecho "para cambiar la ley en vigor". Dejó el consejo regional en 1991.

### Senador de la Liga Norte por Lombardía (1992-1999)

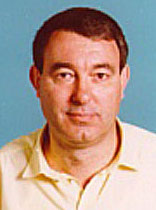
Francesco Speroni en 1996

En las elecciones generales de Italia de 1992 fue elegido senador de la Liga Norte. Posteriormente fue nombrado miembro de la Asamblea Parlamentaria del Consejo de Europa de 1994 a 1995 y de la Unión Europea Occidental de 1996 a 2000. Speroni fue líder de grupo de la Liga Norte en el Senado de 1992 a 1993 (sucedido por Francesco Tabladini) y de 1996 a 1998 (sucedido por Luciano Gasperini).
De 1997 a 1999, Speroni también fue consejero provincial en Varese.

#### Ministro del primer gobierno de Berlusconi (1994-1995)
En 1994 se incorporó al primer gobierno de Berlusconi como ministro sin cartera para las Reformas Institucionales, cargo al que Gianfranco Miglio había aspirado con fuerza. Entre los proyectos en los que inspirarse, Speroni cita las constituciones suiza, alemana y estadounidense, pero también la de los Emiratos Árabes Unidos.
En julio de 1994, Berlusconi lo nombró presidente de un comité de estudio sobre reformas institucionales, electorales y constitucionales, integrado por 16 académicos (el llamado "Comité Speroni"). La comisión aprobó un texto de revisión constitucional de 50 artículos, pero la caída del gobierno en diciembre de 1994 no permitió la discusión de las propuestas. Speroni presentó el proyecto al Senado (AS n. 1403) en la duodécima legislatura bajo la forma de iniciativa parlamentaria, sin embargo el Senado nunca pasó a examinar la propuesta.
El 23 de abril de 1995 fue candidato de la Liga Norte a la Presidencia de la Región de Lombardía, por la que obtuvo el 17,7% de los votos.

### Eurodiputado de la Liga Norte (1999-2014)
En las elecciones de 1999, 2004 (32.045 preferencias) y 2009 (19.700 preferencias) fue elegido diputado al Parlamento Europeo por la lista de la Liga Norte en la circunscripción del Noroeste. En esta ocasión, elige a Riccardo Bossi, el hijo mayor de Umberto, como su asistente parlamentario.
Fue elegido presidente, con Gianfranco Dell'alba, del Grupo Técnico de Diputados Independientes desde el 20 de julio de 1999 hasta la disolución definitiva del grupo el 4 de octubre de 2001.
Volvió a ser líder de grupo de la Liga Norte en el Parlamento Europeo de 1999 a 2004 (sucedido por Mario Borghezio), y nuevamente a partir de 2009.
En 2002-2003, fue designado representante del segundo gobierno de Berlusconi en la Convención Europea.
Speroni, en Estrasburgo, fue miembro de la Comisión de Asuntos Jurídicos, de la Comisión de Asuntos Exteriores, de la Subcomisión de Derechos Humanos, de la Delegación en la Comisión Parlamentaria Mixta UE-México, de la Delegación para las Relaciones con la Península de Corea, de la Delegación para las Relaciones con los países de la Comunidad Andina, la Delegación para las Relaciones con Mercosur, la Delegación para la Asamblea Parlamentaria Paritaria ACP-UE y la Delegación para la Asamblea Parlamentaria Euromediterránea.
Fue elegido presidente, con Nigel Farage, del grupo Europa de la Libertad y de la Democracia el 1 de julio de 2009.
Tras la victoria del "no" en el referéndum constitucional de 2006, que impidió la entrada en vigor de la reforma constitucional sobre la devolución, declaró su "asco" por los italianos y una Italia que "no quiere ser moderna".
En 2011, en la línea de Roberto Castelli, propuso disparar contra barcos de Túnez y Libia, pero también se declaró a favor de una intervención militar en Libia sobre la masacre de Utøya, en defensa de Mario Borghezio, argumentó que "Breivik está en defensa de la civilización occidental".
Como eurodiputado ha declarado que gana "entre 7 y 8 mil euros netos al mes".
No fue reelegido en las elecciones europeas de 2014.

## Asuntos legales
Speroni fue procesado en Verona junto con Roberto Maroni y otros 44 miembros de la Liga, acusados de atentar contra la Constitución y la integridad del Estado y de crear una estructura paramilitar al margen de la ley. Pero los dos primeros delitos se redujeron en gran medida por la Ley 24 de febrero de 2006, n. 85 creada por el centroderecha al final de la legislatura. También la prohibición de asociaciones de carácter militar prevista por el Decreto Legislativo del 14 de febrero de 1948, n. 43 luego fue derogado por el Decreto Legislativo del 15 de marzo de 2010, n. 66 (art. 2268, párrafo 1, punto 297).
Speroni también estuvo involucrado en el asunto de los cheques 'protestados' vinculados a la fundación sin fines de lucro Estados Generales del Norte.